# 蒼井雄
蒼井 雄（あおい ゆう、1909年1月27日 - 1975年7月21日）は、日本の探偵作家（名前の読み方には「あおい たけし」説もある）。本名は藤田優三。
電力会社の技術者を本業とする寡作なアマチュア作家ながら、日本において初めて鉄道ダイヤを題材とした長編探偵小説『船富家の惨劇』（1935）を著したことで、日本の推理小説史に名を残している。戦後に鉄道ダイヤを用いた推理小説を書いた鮎川哲也や松本清張も、この作品に影響を受けたという。
F・W・クロフツやイーデン・フィルポッツなど、1920年代以来の欧米探偵小説界においてリアリズム指向を持った作家の影響を受け、当時の日本の探偵小説界では珍しくリアリティ重視の本格探偵小説を書いたが、その活動期であった1930年代から1940年代には、時期尚早と地味な作風のため広く受け容れられることはなかった。

## 経歴
京都府宇治市生まれ。大阪市立都島工業学校 (現・大阪市立都島工業高等学校)電気科を1925年卒業し、当時の関西における大手電力会社の宇治川電気に技術者として入社。戦中戦後の電力統制に伴って関西配電社員となり、さらに戦後の電気事業再編成で成立した関西電力に所属。1964年の定年まで同社に勤務し、その後も1971年まで電気関連会社に勤めた。創作は常に余技であった。
十代半ばから「新青年」誌などを通じて探偵小説に親しんだ。本人の戦後の発言によれば、1930年から1931年頃に原稿用紙500枚ほどに及ぶ長編探偵小説を執筆して「新青年」初代編集長であった森下雨村に送ったが、雨村は誤字多数と、長大すぎて掲載する媒体がないことを理由に採用しなかったという（この投稿作品の存在は蒼井自身の回想に挙げられているのみで、その後の原稿所在は定かでない）。
1933年に京都で探偵小説雑誌「ぷろふいる」が創刊され、関西の探偵小説愛好家らの拠点的雑誌となると、蒼井もこれに関わるようになった。蒼井雄名義での処女作は、「ぷろふいる」1934年9月号に掲載された晦渋な短編「狂燥曲殺人事件」である。
1935年10月、虫垂炎の自宅療養中に春秋社の書き下ろし長編探偵小説懸賞募集を知り、「殺人魔」を執筆開始。翌年1月、脱稿間際に虫垂炎悪化で緊急入院手術するアクシデントにも見舞われながら最後は病床で応募作を完成させたという（自筆随筆「盲腸と探偵小説」『ぷろふいる』1936年10月号による）。本作は江戸川乱歩の激賞を受けて懸賞の第一席を獲得し、同1936年3月に『船富家の惨劇』と改題されて刊行された。
元検事の中年私立探偵である南波喜市郎（なんば きいちろう）を主人公としたこの作品は、地道なアリバイ崩しを主題とした内容で、それ以前の日本製探偵小説における、通俗性や扇情主義からは距離を置いた作品であった。優れた自然風景描写を伴って、南紀、熊野路、松本、下呂と、関西から中部各地を転々とする設定は、戦前の探偵小説としては異例なスケールの大きさである。クロフツの『樽』、フィルポッツの『赤毛のレドメイン家』の影響が強い。
他に長編としてはやはり南波喜市郎を探偵役とした「瀬戸内海の惨劇」(1936 『ぷろふいる』連載)があるが、内容的には構想倒れの感が強く、『船富家の惨劇』に及ぶ作品ではなかった。
1936年から1937年にかけ、「瀬戸内海の惨劇」や幾つかの短編を探偵小説雑誌、同人誌に掲載したが、リアリズム指向は当時の探偵作家界でも少数派であり、地味な作風もあって十分な評価を受けないままに終わった。1930年代末期以降の戦時体制下における探偵小説抑圧の傾向と軌を一にして休筆した。
戦後、探偵小説雑誌が再び刊行されるようになると、短編の代表作とされる「黒潮殺人事件」(1947)など若干数の短編を発表したものの、本業の多忙から1948年を最後に創作の発表を止め、1956年の「船富家の惨劇」再刊に際して若干の加筆を行うに留まった。1961年に、乱歩、横溝正史と対談（『別冊宝石』1961年11月号）した際には、二人に新作執筆を勧められたが、現代的な社会派推理小説が全盛期であった当時、自作の傾向である本格派探偵小説が受け入れられるかを危ぶむ心情を語っており、それ以降も新作を発表することはなかった。
1975年、心臓発作で死去。没後、遺稿となった長編「灰色の花粉」（1960年代前期の執筆と推定）が1978年に雑誌「幻影城」に掲載された。

## 刊行された作品
- 『船富家の惨劇』（春陽文庫） 1972
- 「黒潮殺人事件」（トクマ・ノベルズ、『血ぬられた海域 海洋推理ベスト集成』に収載) 1977
- 『瀬戸内海の惨劇』（国書刊行会、探偵クラブ） 1992

「瀬戸内海の惨劇」「黒潮殺人事件」の2作を収載
- 「船富家の惨劇」「霧しぶく山」（創元推理文庫、『日本探偵小説全集12 名作集2』に収載) 1989
- 『蒼井雄探偵小説選』 (論創社、論創ミステリ叢書 54) 2012

創作篇：「狂燥曲殺人事件」「執念」「最後の審判」「蛆虫」「霧しぶく山」「黒潮殺人事件」「第三者の殺人」「三つめの棺」「犯罪者の心理」「感情の動き」「ソル・グルクハイマー殺人事件」「京都探偵倶楽部」
随筆篇：「寝言の寄せ書」「神戸探偵倶楽部寄せ書」「作者の言葉（「狂燥曲殺人事件」）」「「瀬戸内海の惨劇」について」「盲腸と探偵小説」「この作に就き（「瀬戸内海の惨劇」）」「箱詰裸女」「解説（「船富家の惨劇」）」「郷愁」「（無題）」「アンケート」